# Santo Domingo de Morelos
Santo Domingo de Morelos là một đô thị thuộc bang Oaxaca, México. Năm 2005, dân số của đô thị này là 8751 người.